# Рака (лунный кратер)
Кратер Рака (лат. Racah) — крупный древний ударный кратер в экваториальной области обратной стороны Луны. Название присвоено в честь итальяно-израильского физика и математика Джулио Рака (1909—1965) и утверждено Международным астрономическим союзом в 1970 г. Образование кратера относится к нектарскому периоду.

## Описание кратера

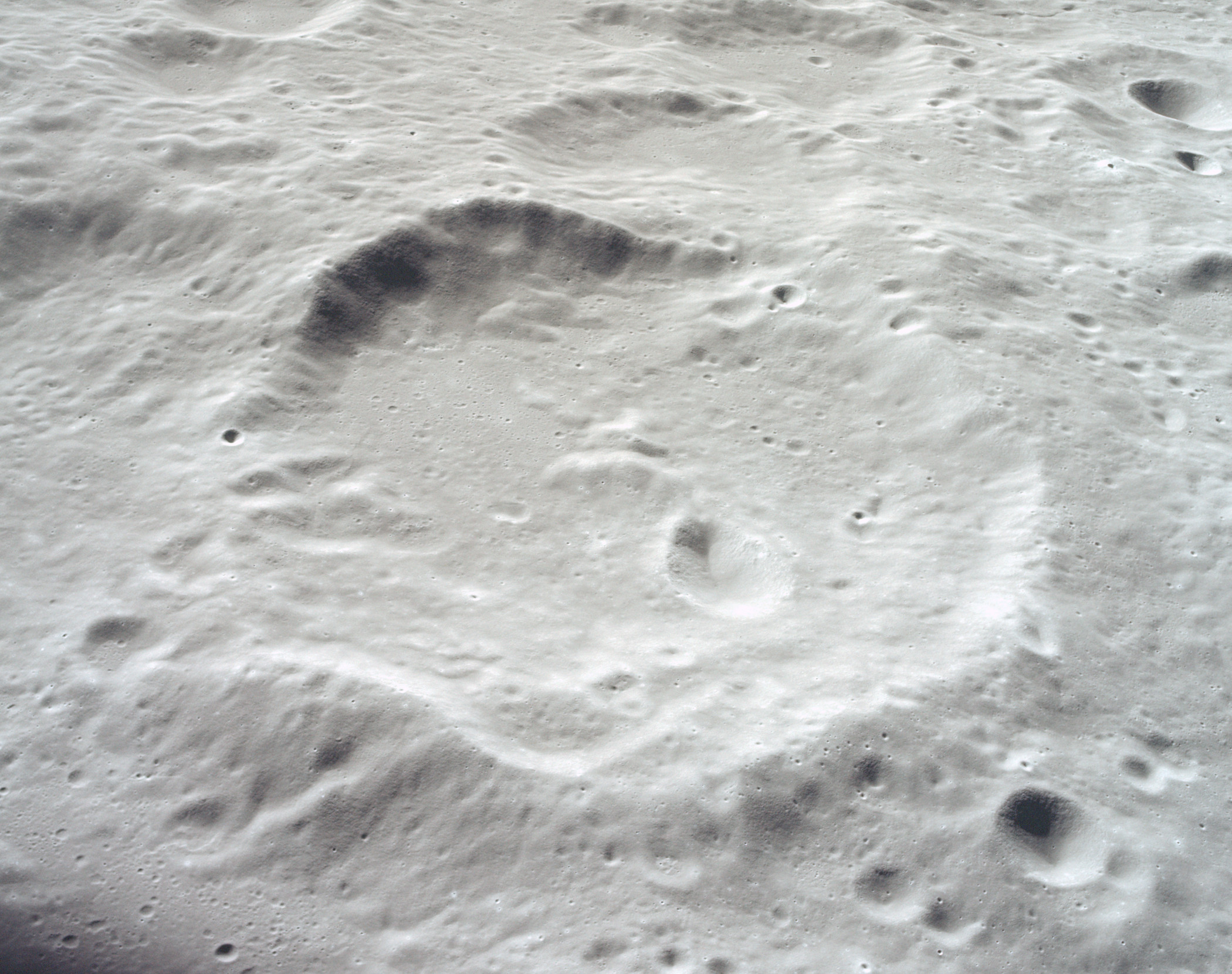
Снимок кратера с борта Аполлона-17.

Ближайшими соседями кратера являются кратер Эйткен на западе-юго-западе; кратер Дедал на севере; кратер Амичи на востоке-северо-востоке; кратер Мак-Келлар на востоке-юго-востоке; кратер Де Фриз на юге-юго-востоке и кратер Бергстранд на юго-западе. Селенографические координаты центра кратера 13°30′ ю. ш. 179°52′ з. д. / 13,5° ю. ш. 179,87° з. д., диаметр 71,9 км, глубина 2,7 км.
Кратер имеет полигональную форму с выступами в южной и юго-восточной части. Вал сглажен, в северной и южной части имеет понижения. Внутренний склон вала имеет уступ в восточной части. Высота вала над окружающей местностью достигает 1230 м, объем кратера составляет приблизительно 3400 км³. Дно чаши пересеченное, за исключением ровной области в юго-западной части. В центре чаши расположен округлый пик и короткий сглаженный хребет, на востоке от него находится кратер эллиптичной формы.

## Сателлитные кратеры
| Рака | Координаты                                              | Диаметр, км |
| ---- | ------------------------------------------------------- | ----------- |
| B    | 10°31′ ю. ш. 178°25′ з. д. / 10,52° ю. ш. 178,41° з. д. | 25,9        |
| J    | 16°33′ ю. ш. 177°34′ з. д. / 16,55° ю. ш. 177,57° з. д. | 27,5        |
| K    | 16°34′ ю. ш. 178°46′ з. д. / 16,56° ю. ш. 178,77° з. д. | 54,4        |
| N    | 17°01′ ю. ш. 178°57′ з. д. / 17,02° ю. ш. 178,95° з. д. | 34,5        |
| T    | 13°37′ ю. ш. 177°33′ з. д. / 13,62° ю. ш. 177,55° з. д. | 20,0        |
| U    | 13°10′ ю. ш. 177°06′ з. д. / 13,16° ю. ш. 177,1° з. д.  | 23,6        |
| W    | 12°28′ ю. ш. 178°53′ з. д. / 12,46° ю. ш. 178,89° з. д. | 36,7        |
| X    | 10°11′ ю. ш. 179°04′ з. д. / 10,18° ю. ш. 179,07° з. д. | 13,9        |

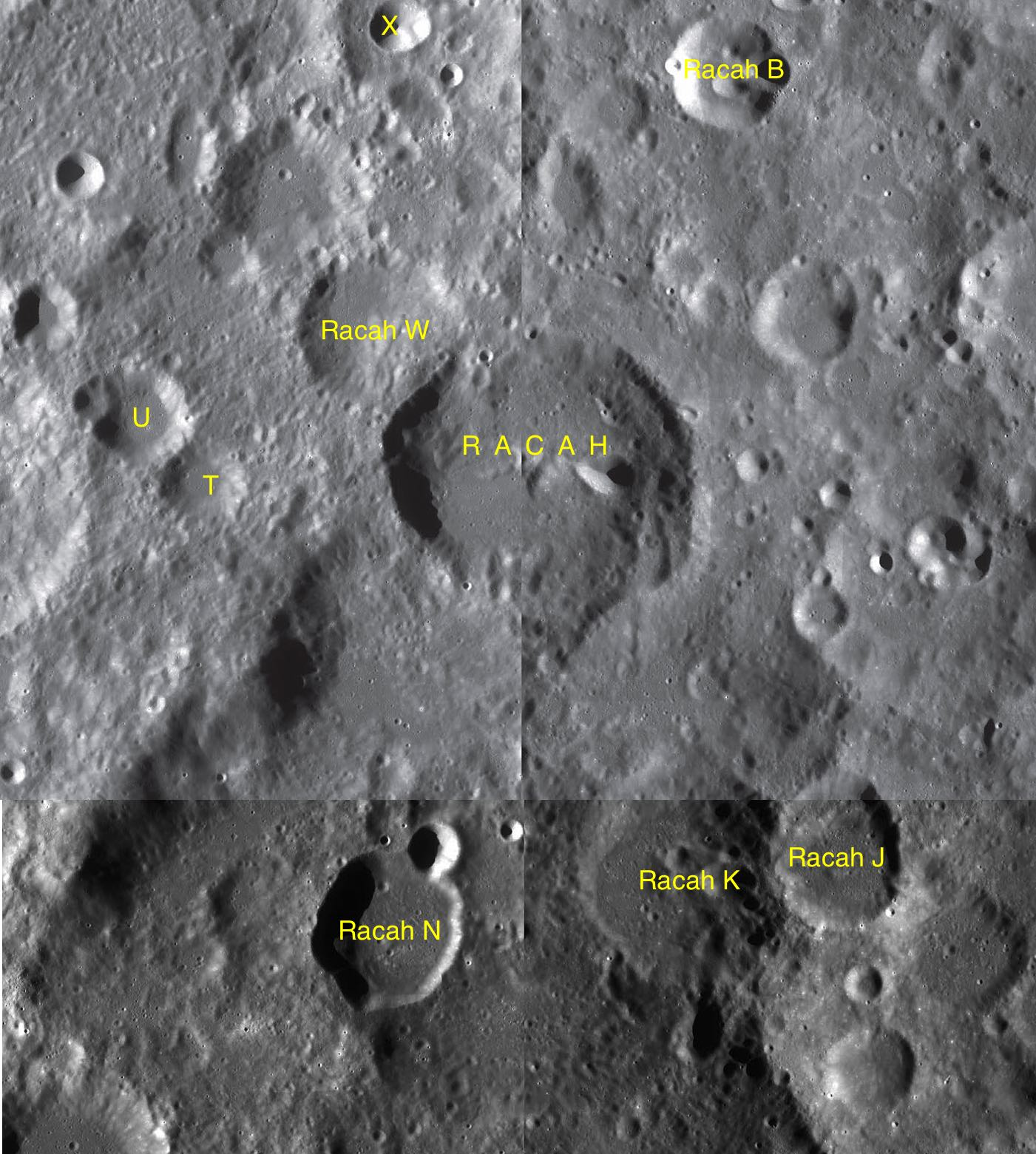
Фрагменты карт LAC-86, LAC-104.

- Образование сателлитного кратера Рака N относится к раннеимбрийскому периоду[1].